# 疏果胡椒
疏果胡椒（学名：Piper interruptum）为胡椒科胡椒属的植物。分布于台湾岛、菲律宾等地，多生于林中，目前尚未由人工引种栽培。

## 别名
多脉风藤（台湾）